# Hafenpolizei
Hafenpolizei  è una serie televisiva poliziesca tedesca prodotta da Gyula Trebitsch per la Norddeutsches Werbefernsehen (NWF) e la Studio Hamburg International Production (SHIP) dal 1963 al 1966 e diretta da John Olden. Interpreti principali sono Til Kiwe, Josef Dahmen, Jochen Blume, Herbert A.E. Böhme, Peter Herzog e Günther Böse.
La serie consta di 3 stagioni, per un totale di 39 episodi (13 per stagione), ciascuno della durata di 25 minuti.
In Germania la serie venne trasmessa in prima visione dall'emittente ARD. Il primo episodio, intitolato Marihuana, fu trasmesso per la prima volta il 7 ottobre 1963; l'ultimo, intitolato Die kleine Spur, fu trasmesso per la prima volta il 28 marzo 1966.

## Descrizione
La serie è incentrata sulle vicende di una squadra di poliziotti di Amburgo, chiamata a proteggere dal crimine il porto cittadino. Protagonista della serie è il commissario Peters, che si avvale della collaborazione dei colleghi Koldehoff e Zink.

## Sigla
(incipit della sigla della serie)
La sigla della serie è stata composta da Heinz Funk.

## Episodi
| Stagione         | Episodi | Prima TV Germania | Prima TV Italia |
| ---------------- | ------- | ----------------- | --------------- |
| Prima stagione   | 13      | 1963              | inedita         |
| Seconda stagione | 13      | 1964              | inedita         |
| Terza stagione   | 13      | 1966              | inedita         |

## Guest-star
Tra le numerose guest star apparse nella serie, figurano (in ordine alfabetico):
- Wolf Ackva
- Katharina Brauren
- Bruno Dietrich
- Dieter Eppler
- Kai Fischer
- Uwe Friedrichsen
- Vadim Glowna
- Gert Haucke
- Sascha Hehn
- Jan Hendriks
- Anita Höfer (1 ep.)
- Gert-Günther Hoffmann
- Hans-Peter Korff
- Charlotte Kramm (1 ep.)
- Peter Kuiper
- Doris Kunstmann
- Richard Lauffen
- Karin Lieneweg
- Erni Mangold
- Herbert Malsbender (1 ep.)
- Richard Münch
- Monika Peitsch
- Friedhelm Ptok (1 ep.)
- Hans Quest
- Helmuth Rudolph
- Rolf Schimpf (3 ep.)
- Renate Schroeter
- Werner Schumacher
- Friedrich Schütter
- Walter Sedlmayr
- Ilse Steppat
- Günther Stoll
- Lis Verhoeven
- Wolfgang Völz

## Distribuzione
- Hafenpolzei (titolo originale)
- Satamapoliisi (Finlandia)[12]

## Sequel
La serie ha avuto due sequel o spin-off Polizeifunk ruft (1966-1970) e Hamburg Transit (1970-1974), pure queste prodotte da Gyula Trebitsch.